# Café Alameda
Le Café Alameda est un ancien café de Grenade, en Espagne, créé en 1909 et connu par les Grenadins des années 1920 sous le nom de Gran Café Granada — car c'est sous ce nom qu'il avait été inauguré —, célèbre pour le groupe de discussion des intellectuels qui s'y réunissaient, El Rinconcillo, où l'on pouvait y trouver notamment Federico García Lorca et Manuel de Falla. Il est aujourd'hui disparu comme tel.

## Histoire et emplacement
Le Café Alameda était situé dans la Plaza del Campillo de Grenade, dans un local aujourd'hui mitoyen du bar Chikito. La façon d'entrer dans l'établissement actuel reste la même qu'à l'époque : en entrant à droite dans le salon, il faut aller au fond à gauche, juste derrière une petite estrade, autrefois occupée par un quintet permanent (avec un piano et des instruments à corde), selon le style de l'époque. Il y avait là un grand recoin encadré par des colonnes, et où étaient installés trois ou quatre confortables divans, jusqu'à trois tables avec leur dessus de table en marbre, leurs pieds métalliques et leurs chaises correspondantes.
Ce café, le principal point de rendez-vous des intellectuels grenadins d'une époque culturellement très riche pour une ville de province, était contemporain d'autres cafés fréquentés par des intellectuels de l'époque, comme La Acera del Casino, un centre important de la Génération de 27, le Royal, le Café Suizo ou encore La Manigua, un bordel très fréquenté par les écrivains. García Lorca, qui résidait dans la même rue que le Café Alameda, fréquentait beaucoup ces cafés pendant une quinzaine d'années, et y fit des rencontres importantes, comme celle avec Manuel de Falla et avec le professeur de Droit Politique Comparé Fernando de los Ríos (qui, une fois ministre de Culture et d'Information Publique, lui permettrait de monter La Barraca en 1931).

## Le groupe de discussion «El Rinconcillo»
C'est au café Alameda, dans les années 1920, que naît le groupe de discussion bohème connu comme El Rinconcillo (ou « petit coin », en français),, qui verra de jeunes intellectuels devenir des personnalités importantes du monde de la poésie, de la littérature, des arts, du journalisme, de la politique et de la diplomatie, aussi bien au niveau national qu'international.
Francisco Soriano Lapresa, très cultivé et provocateur de la carcundia (vieux terme qui fait référence aux personnes ayant des idées rétrogrades et conservatrices), est l'animateur de ces réunions.  Il instruit les jeunes en littérature russe et en musique européenne contemporaine.
Parmi les habitués qui se présentent au Café Alameda pour faire connaître leurs œuvres littéraires, musicales ou autres projets se trouvent Federico García Lorca et son frère Francisco García Lorca, Manuel de Falla, les frères José et Luis Rosales, Melchor Fernández Almagro, Juan José Santa Cruz (es), Antonio Gallego Burín (es), José et Manuel Fernández Montesinos, le musicien Ángel Barrios, Manuel Ángeles Ortiz, José Acosta Medina, Miguel Pizarro, José Mora Guarnido, Constantino Ruiz Carnero, José María García Carrillo, Fernando de los Ríos, José Navarro Pardo, Ismael de la Serna, Hermenegildo Lanz, le sculpteur Juan Cristóbal González, Ramón Pérez Roda, Luis Mariscal, Emilia Llanos Medina, le jeune musicien Andrés Segovia, ainsi que le serveur, « Navarrico », un personnage haut en couleur.
De nombreuses personnalités aussi variées que H. G. Wells, Rudyard Kipling, Arthur Rubinstein, Wanda Landowska et Nakayama Koichi rendent visite à ces jeunes intellectuels andalous qui voulent moderniser leur société.
Le groupe de discussion était très créatif et productif, autour de García Lorca. Ils avaient notamment créé un poète apocryphe, Isidoro Capdepón Fernández, un poète venu des Amériques et qui venait représenter toute cette poésie qu'insultaient les jeunes avant-gardistes grenadins. Il serait l'officiel auteur de certains textes de Lorca ainsi que ses premiers dessins.
Les membres du groupe essayaient de renouveler la vie culturelle de la ville en protégeant et en mettant en avant le patrimoine artistique qui pouvait orienter les nouvelles générations dans leur rébellion contre le costumbrismo et la « Beocia burguesa » (traduisible par les « bourgeois ignorants ») — ils vont jusqu'à créer un poète apocryphe « Isidoro Capdepón Fernández », qui représente tous les défauts critiqués par la jeune avant-garde grenadine et serait l'auteur officiel de certains textes et certains premiers dessins de Lorca. Certains projets, comme l'installation d'azulejos commémoratif des « illustres voyageurs européens », qui aurait permis de faire connaître Grenade au reste du monde, ne dépassèrent pas une grande portée ; d'autres, comme le Premier Concours de Cante Jondo, célébré en 1922 sur la place Aljibes de l'Alhambra, ont eu un impact beaucoup plus important.
Si de jeunes intellectuels devinrent importants et si des projets importants sont nés ici, le Café Alameda était aussi pour eux un lieu de fêtes et d'excès. Ils aimaient boire du gin, du rhum, du vermouth, de la manzanilla non loin des ouvriers, des toreros, des amateurs et chanteurs de flamenco, du public du Teatro Cervantes, des amateurs de zarzuela et autres numéros érotiques tard le soir ; Lorca aimait prendre un café avec un doigt de rhum motrileño.